# Ochikubo Monogatari
Das Ochikubo Monogatari (jap. 落窪物語, dt. „Erzählung vom Fräulein im Verlies“) ist eine japanische Erzählung (Monogatari) aus der Heian-Zeit. Der Verfasser und die genau Entstehungszeit sind unbekannt. Textimmanente Hinweise sprechen für eine Abfassung am Ende des 10. Jahrhunderts, nach dem Utsubo Monogatari und vor dem Makura no Sōshi. Die japanische Forschung hat Minamoto no Shitagō, den man auch für den Verfasser des im gleichen Zeitraum entstandenen Utsubo Monogatari gehalten hat, als Verfasser angesehen. Nach Lewin ist diese Annahme jedoch nicht ausreichend begründet. Das Ochikubo Monogatari ist wie das Sumiyoshi Monogatari und das deutlich später entstandene Hachikazuki den „Stiefmutter-Erzählungen“ (継子物, mamako mono) zuzurechnen. Es ist daher nicht nur aus literaturwissenschaftlicher, sondern auch aus kulturhistorischer Sicht interessant, weil es ein Licht auf die Stellung der Stieftöchter in der feudalen Gesellschaft Japans wirft. Die Erzählung umfasst vier Kapitel (Maki). Die älteste erhaltene Handschrift ist das Kujōke kyūzōbon (九條家旧蔵本), das vermutlich aus der Mitte der Muromachi-Zeit stammt.

## Inhalt
Die Hauptperson der Erzählung ist ein Mädchen, das von der Stiefmutter genötigt wird, in einem kleinen, ans Hauptgebäude angrenzenden und tiefer liegenden Raum, in einem kellerartigen Verschlag, zu wohnen.
Chūnagon Minamoto no Tadayori (源忠頼) hat aus der Verbindung mit einer früh verstorbenen Prinzessin eine Tochter, die von seiner gegenwärtigen Frau in einem Kellergemach gehalten und zu Näharbeiten für ihre vier Töchter gezwungen wird. Einzig die im Hause arbeitende Zofe Akogi kümmert sich um das eingesperrte Mädchen. Es begibt sich, dass Tatewaki, der Mann der Zofe, in dem Haushalt eines anderen Würdenträgers Dienst tut und Sakon-no-shōshō, der junge Junker in diesem Haushalt, von dem Mädchen im Kellerverlies erfährt. Sakon-no-shōshō verliebt sich in das Mädchen und setzt alles daran, es aus der misslichen Lage zu befreien. Als die Stiefmutter von den Plänen des Junkers erfährt, versucht sie, das Mädchen als Konkubine an einen ihrer schon sehr alten Onkel zu vermitteln. Der Plan der Stiefmutter misslingt, Sakon-no-shōshō gelingt es, das Mädchen zu befreien und mit ihm zu fliehen.
Der zweite Teil der Erzählung berichtet von vielfältigen Demütigungen der Stiefmutter und ihrer Töchter, die Sakon-no-shōshō ihnen aus Rache für die Behandlung des Mädchens zuteilwerden lässt. Im dritten und letzten Teil nimmt die Erzählung eine glückliche Wende. Sakon-no-shōshō arrangiert ein Treffen zwischen dem Mädchen und dem Vater, der die ganze Zeit über ahnungslos war und es verloren glaubte. Wiedervereint stirbt der Vater am Ende erleichtert, während die Schwiegermutter in einem buddhistischen Kloster endet.